# Ben Lomond (Tasmanien)
Ben Lomond ist ein Gebirgszug und ein Skigebiet im Nordosten von Tasmanien im Indischen Ozean. Mit 1572 m ist sein höchster Gipfel, der Legges Tor, der zweithöchste Berg Tasmaniens. Das Gebirge befindet sich östlich von Launceston im Ben-Lomond-Nationalpark. Abgesehen von Ben Lomond gibt es in Tasmanien noch ein Skigebiet am Mount Mawson.
Das Ski Village auf einer Hochebene ist über Launceston erreichbar. Das Gebiet mit zahlreichen Wegen eignet sich im Sommer für Wandertourismus. Das Skigebiet kann über die wegen ihrer Serpentinen als Jacobs Ladder bekannte, unasphaltierte Straße erreicht werden.
Der Name stammt vom Berg Ben Lomond in Schottland.

## Wichtige Berge
- Legges Tor – 1.572 m
- Stacks Bluff – 1.527 m